# Oberschütze
Oberschütze je njemački čin koji se rabio u Bavarskoj vojsci još u 19. stoljeću. Kasnije postaje činom Reichswehra 1920., te ga za vrijeme Hitlerove vladavine rabi i Wehrmacht i Schutzstaffel.
Prevodi se kao "Viši vojnik", a čin Oberschütze izjednačen je u ostalim granama Wehrmachta s činovima Oberkanonier, Oberpionier, Oberfahrer, Oberjäger itd. Nosili su ga oni vojnici koji su se isticali svojim sposobnostima, no ujedno nisu zadovoljavali uvjete za promaknuće u Gefreitera. U današnjim vojskama, Oberschütze odgovarao bi činu vojnika, u američkoj vojsci to bi bio čin Private First Class (vojnik prvoga razreda).
U mirnodobrnom razdoblju njemačkoga Wehrmachta, čin Oberschützea rabljen je cijelo vrijeme, osim u razdoblju od listopada 1934. do listopada 1936. U tom razdoblju nisu zabilježena promaknuća u taj čin.
Uporaba čina Oberschützea dosegla je vrhunac za vrijeme Drugoga svjetskog rata kada ga Wehrmacht uvodi kao čin Heera i Luftwaffea. Ovaj čin rabio je i Waffen SS, gdje je čin bio poznat kao SS-Oberschütze. I u Wehrmachtu i u Waffen SS-u, nositelj čina Oberschütze obilježavan je zvjezdicom na lijevome rukavu u gorenjem dijelu.
Za razliku prijašnje uporabe čina Oberschütze, čin više nije smatran kao iskazom zasluge za dobre vojne sposobnosti već iskazom dužega vremena u vojnoj službi. Nositelj čina Schütze morao bi odslužiti najmanje pola godine ili godinu u tom činu da bi dobio promaknuće u Oberschützea, no nerijetko je nositelj čina Schütze izravno promaknut u čin Gefreitera.
Obično su takva izravna promaknuća davana vojnicima koji su se više iskazali, s obizirom da se promaknuće u Gefreitera također moglo očekivati nakon pola godine-godine dana službe u činu Schützea. Čin Oberschützea davan je onima za koje se smatralo da još nisu dorasli da postanu dočasnici Unteroffizier (ili više).
Nakon 1945. taj čin nije rabio ni njemački Bundeswehr ni istočnonjemačka Nationale Volksarmee.